# Lielpurvs
Lielpurvs är ett träsk i Lettland.   Det ligger i Valmiera kommun, i den norra delen av landet, 120 km norr om huvudstaden Riga.